# Lombardei-Rundfahrt 1986
Die Lombardei-Rundfahrt 1986 war die 80. Austragung der Lombardei-Rundfahrt  und fand am 18. Oktober 1986 statt. Die Gesamtdistanz des Rennens betrug 262 Kilometer. Es siegte der Italiener Gianbattista Baronchelli vor dem Iren Sean Kelly und dem Australier Phil Anderson.

## Ergebnis
| Rang | Fahrer                   | Team                            | Zeit       |
| ---- | ------------------------ | ------------------------------- | ---------- |
| 1    | Gianbattista Baronchelli | Del Tongo                       | 7h 07' 07" |
| 2    | Sean Kelly               | Kas                             | + 15"      |
| 3    | Phil Anderson            | Panasonic-Merckx-Agu            | + 15"      |
| 4    | Leo Schönenberger        | Dromedario-Laminox-Fibok        | + 15"      |
| 5    | Acácio da Silva          | Malvor-Bottecchia-Vaporella     | + 15"      |
| 6    | Flavio Giupponi          | Del Tongo                       | + 15"      |
| 7    | Jörg Müller              | Kas                             | + 7' 03"   |
| 8    | Alfred Achermann         | Kas                             | + 7' 34"   |
| 9    | Luciano Rabottini        | Vini Ricordi-Pinarello-Sidermec | + 7' 34"   |
| 10   | Niki Rüttimann           | La Vie Claire-Radar             | + 7' 34"   |